# Clint Malarchuk
Clint Malarchuk (Grand Prairie, 1º maggio 1961) è un ex hockeista su ghiaccio canadese, professionista nella National Hockey League.
Di ruolo portiere, in NHL ha giocato per undici anni, dal 1981 al 1992 con i Quebec Nordiques, Washington Capitals e Buffalo Sabres. Dopo la carriera da giocatore ha intrapreso quella da allenatore, allenando due squadre delle leghe minori e servendo da allenatore dei portieri per quattro franchige della National Hockey League (Florida Panthers, Columbus Blue Jackets, Atlanta Trashers e Calgary Flames).
Malarchuk è principalmente noto per essere sopravvissuto ad uno spaventoso incidente di gioco nel 1989, quando il pattino del canadese Steve Tuttle gli recise la carotide e la vena giugulare, causando un'enorme perdita di sangue.

## Carriera
Clint Malarchuk è cresciuto nella lega juniori Western Hockey League giocando con i Portland Winter Hawks. Fece il suo debutto in NHL il 13 dicembre 1981 con i Quebec Nordiques, all'epoca non soddisfatti del rendimento del loro portiere di riserva Michel Plasse. Nonostante la giovane età (appena ventenne) Malarchuk fece una buona impressione nel suo primo incontro, terminato 4-4. Due giorni dopo le cose andarono diversamente, e subì dieci reti nella sconfitta dei suoi Nordiques per 10-7 contro i campioni uscenti dei New York Islanders: Malarchuk venne riassegnato in AHL per il resto della stagione, facendo ritorno solo in quella successiva; i Nordiques scambiarono Michel Plasse agli Hartford Whalers, e puntarono su Malarchuk come portiere back-up dietro al titolare Dan Bouchard. Nelle successive stagioni giocò sporadicamente, facendo da spola tra la NHL e l'AHL (difendendo la porta dei Fredericton Express). Divenne il portiere titolare dei Nordiques nella stagione 1985-1986; ciononostante dovette fronteggiare continue discussioni relative al suo ruolo da titolare, poiché molti gli preferivano il più giovane Mario Gosselin. Malarchuk nella sua carriera NHL ha disputato 338 incontri di regular season con un record di 141 vittorie, 130 sconfitte, 45 pareggi, 12 shutout e una percentuale di salvataggio pari a .885.

### Infortunio al collo
Durante un incontro valido per la stagione regolare di NHL, disputato a Buffalo il 22 marzo 1989, Malarchuk rimase vittima di un pericolosissimo incidente di gioco: durante un'azione l'attaccante dei St. Louis Blues Steve Tuttle e il difensore dei Buffalo Sabres Uwe Krupp si scontrarono andando ad impattare nella porta difesa da Malarchuk. Il pattino di Tuttle colpì in modo netto la parte destra del collo di Malarchuk, tagliando la carotide e la zona del collo attraversata dalla vena giugulare esterna (al momento dell'impatto Malarchuk non si rese nemmeno conto di essere stato tagliato dal pattino dell'avversario). Il collo di Malarchuk iniziò immediatamente a zampillare lasciando un'enorme chiazza rossa di sangue sul ghiaccio. Il portiere afferrò con la sua mano il collo e si tolse il casco, mentre l'attaccante dei Blues Rick Meagher urlava cercando aiuto. Riuscì ad uscire dal campo di gioco sulle sue gambe, assistito dal preparatore atletico dei Sabres Jim Pizzutelli, che fece pressione con un asciugamano sul suo collo per evitare la fuoriuscita del sangue. Malarchuk riuscì a dire in modo soffocato che si trattava della sua vena giugulare.
L'incredibile perdita di sangue provocò lo svenimento di undici spettatori sugli spalti (due furono colti anche da un attacco cardiaco), mentre sul ghiaccio vomitarono tre giocatori. Diversi cameraman ripresero l'incidente (ancora oggi osservabile in rete) e cambiarono inquadratura quando si resero conto della gravità dello stesso, mentre i due telecronisti Mike Robitaille e Ted Darling palesemente scossi dall'accaduto commentavano quegli attimi. Dirà Malarchuk in seguito: "In quei momenti pensavo di morire. L'unica cosa che volevo fare era lasciare il ghiaccio al più presto per non farmi vedere da mia madre, che sapevo stava assistendo alla partita da casa in televisione, cosicché non potesse vedermi morire dissanguato". Il pronto intervento di Jim Pizzutelli, che aveva servito nell'esercito durante la guerra in Vietnam come medico, permise a Malarchuk di salvarsi la vita: Pizzutelli fece pressione sul collo di Malarchuk fino all'arrivo dei medici, che stabilizzarono la ferita. Il portiere aveva perso 1,5 litri di sangue e la ferita era lunga all'incirca 15 centimetri. La partita ricominciò quando alla pista giunse la comunicazione che il giocatore si trovava in condizioni stabili. Malarchuk non aveva mai perso conoscenza, ed era stato medicato una volta arrivato al Buffalo General Hospital dove gli infermieri lo liberarono dal suo equipaggiamento da hockey e i dottori ricucirono la ferita per oltre un'ora e mezza, con 300 punti di sutura. Fu detto in seguito che il taglio aveva reciso la carotide e la vena giugulare esterna, sfiorando la laringe, e che se il colpo fosse stato inferto in modo ancora più profondo Malarchuk sarebbe morto. Malarchuk tornò di nuovo sul ghiaccio una decina di giorni dopo.

### Anni seguenti nelle leghe minori
Malgrado Malarchuk fece il suo ritorno sul ghiaccio della National Hockey League poco dopo l'infortunio, le sue prestazioni durante gli anni seguenti cominciarono a peggiorare, finché il portiere decise di lasciare la NHL nel 1992. Egli continuò tuttavia a giocare come professionista nelle leghe minori AHL ed IHL fino al 1997, pur soffrendo di problemi personali come alcolismo, disturbo ossessivo-compulsivo (del quale soffriva sin da piccolo) ed incubi. Malarchuk chiuse quindi la sua carriera nell'hockey giocato con i Las Vegas Thunder, dopo aver militato anche nei Rochester Americans e nei San Diego Gulls.

### Carriera da allenatore
Malarchuk rimase nei Las Vegas Thunder in qualità di allenatore e assistant general manager, e il suo numero fu ritirato dalla stessa squadra, che allenò nella stagione 1998-1999. Dopo avere allenato gli Idaho Steelheads fino al 2000, Malarchuk ricoprì il ruolo di allenatore dei portieri di diverse squadre NHL (per i Florida Panthers nel 2002-2003, dal 2006 al 2010 per i Columbus Blue Jackets e anche per la franchigia dei Calgary Flames dal 2011 al 2013, dopo essere stato consultant per gli Atlanta Trashers durante la stagione 2010-2011). Nel giugno del 2014 i Calgary Flames comunicarono la separazione professionale da Malarchuk, dopo che il canadese era entrato a fare parte del programma per il trattamento dell'abuso di sostanze della National Hockey League. Durante il suo periodo con i Blue Jackets, Malarchuk rivisse la sua drammatica esperienza quando il 10 febbraio 2008 l'attaccante slovacco dei Florida Panthers Richard Zedník venne accidentalmente colpito al collo con la lama del pattino dal suo compagno di squadra Olli Jokinen: Zedník subì un infortunio molto simile a quello di Malarchuk, dato che la lama recise l'arteria carotide esterna causando una gran perdita di sangue, ma come Malarchuk sopravvisse all'incidente tornando a giocare nei giorni seguenti (coincidentalmente, anche se non nella stessa pista, l'incidente avvenne a Buffalo). Malarchuk rimase sconcertato dalla vicenda, rifiutando inizialmente di guardare il filmato dell'infortunio di Zedník, e subendo una ricaduta psicologica dopo avere visionato le immagini (l'ex portiere seguì una terapia per curare il disturbo post-traumatico da stress l'anno seguente).

#### Incidente con la pistola
Il 7 ottobre del 2008 Malarchuk si ferì al mento con un colpo d'arma da fuoco esploso da un fucile calibro .22 nella sua residenza di Fish Springs, Nevada, in quello che la moglie definì come un incidente dovuto ad un colpo auto-infertosi. All'epoca l'ex professionista della NHL stava vivendo un periodo caratterizzato da depressione, stress e altri problemi personali. L'incidente fu inizialmente descritto come un evento accidentale avvenuto durante una battuta di caccia al coniglio, ma sia Malarchuk, sia la moglie, ammisero in seguito che si era trattato di un tentativo di suicidio. Nei giorni seguenti l'investigazione dello sceriffo della Contea di Douglas, in Nevada, stabilì che si era trattato di un incidente avvenuto in circostanze sospette, ma nonostante ciò la moglie insistette dicendo che si era trattato di un tentativo di suicidio, per permettere a suo marito di ottenere l'aiuto necessario per uscire dalla situazione di disagio. Gli ufficiali e i paramedici ricordarono che, al momento dell'incidente con l'arma da fuoco, Malarchuk sanguinava dalla bocca e dal mento e rifiutava di essere collaborativo e mal accettava il trattamento. La moglie rimase lui accanto cercando di confortarlo per paura che Malarchuk potesse continuare ad inveire ed essere colpito dalla polizia. Malarchuk venne in seguito portato al Renown Regional Medical Center di Reno per essere medicato e venne rilasciato meno di una settimana dopo l'incidente. Spese i successivi sei mesi in un ospedale per la riabilitazione dall'alcolismo, dal disturbo post-traumatico da stress e dal disturbo ossessivo-compulsivo. Il Canadian Press riferì in seguito ulteriori dettagli: venne riportato che la moglie Joan aveva avvisato le autorità del fatto che il marito consumasse alcool al momento dell'incidente, questo nonostante gli fosse stato prescritto di non consumarne per curare il disturbo ossessivo-compulsivo.

## Vita privata
Malarchuk ha scritto un'autobiografia pubblicata nel novembre 2014 ed intitolata The Crazy Game (negli Stati Uniti venne rilasciata con il titolo A Matter of Inches—How I Survived In The Crease And Beyond).